# Retablo de San Juan Bautista

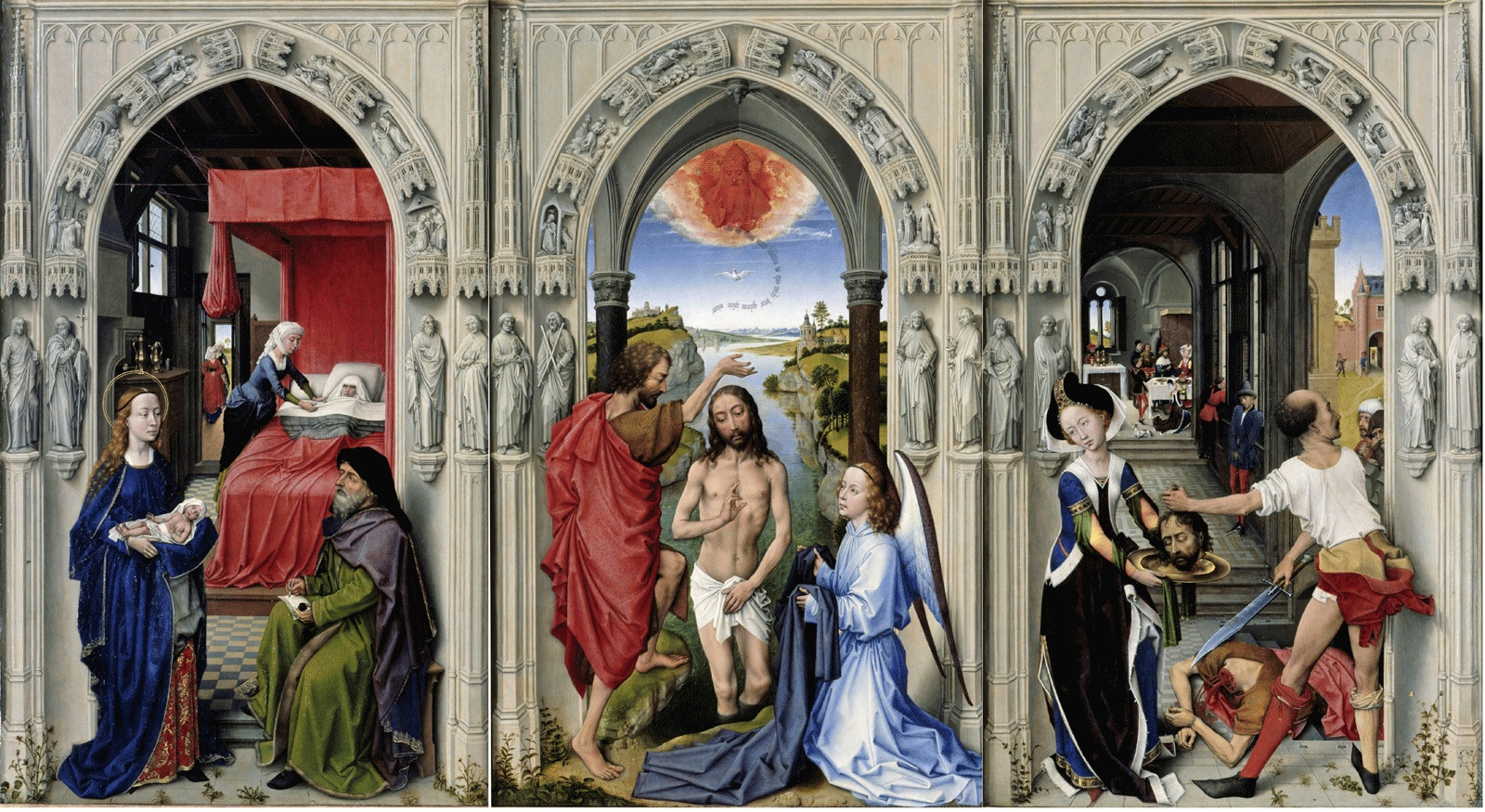
Rogier van der Weyden Retablo de San Juan Bautista. óleo sobre tabla, 77 x 48cm. Gemäldegalerie de Berlín.

El Retablo de San Juan (en alemán, Johannesaltar, Johannestafel o Johannesretabel) es un óleo sobre tabla de roble de hacia 1455 pintado por el maestro primitivo flamenco Rogier van der Weyden, ahora en la Gemäldegalerie, Berlín. El tríptico se vincula al anterior Tríptico de Miraflores del artista en sus motivos simbólicos, formato e intención.
Los paneles muestran – de izquierda a derecha– el nacimiento de San Juan Bautista, el bautismo de Cristo por Juan en el río Jordán, y la decapitación de Juan, con una atractiva Salomé recibiendo su cabeza en una bandeja. Cada escena está colocada dentro de arquivoltas ficticias, las cuales contienen relieves describiendo estatuillas de los apóstoles, y escenas de las vidas de Cristo y Juan, con el tema global de la Salvación. Los falsos relieves escultóricos están pintados en grisalla, y dan la impresión de que las escenas se encuentran dentro de una iglesia.
hay dos versiones conservadas del retablo, casi del mismo tamaño, que conducen a complejidades en establecer atribución y autenticidad. La versión en Berlín está considerada el original, siendo la de Fráncfort una copia casi contemporánea.

## Descripción
Los tres paneles describen los principales eventos en la vida de Juan: su nacimiento, el bautismo de Cristo, y su decapitación a manos de Salomé. Los relieves en las arquivoltas detallan acontecimientos secundarios de su vida. El tema global es sobre los sacramentos, cada tabla puede ser asociada con una ceremonia litúrgica concreta. De las seis escenas de las arquivoltas, cuatro escenas detalladas de la vida de María, incluyendo el "Matrimonio de la Virgen", la "Anunciación" y el "Nacimiento de Cristo".

### Nacimiento de Juan
Las arquivoltas de esta tabla muestran el ángel que aparece ante el padre de Juan Zacarías, en el templo. Según Lucas 1:12–17, un ángel del Señor se le apareció y anunció a Zacarías que su mujer daría a luz un hijo, al que llamaría Juan, y que este hijo sería el precursor del Señor. Citando su edad avanzada, Zacarías pidió con incredulidad una señal para confirmar la verdad de esta profecía. En respuesta, el ángel se identificó como Gabriel, enviado por Dios, y declaró que debido a su duda quedaría mudo e "incapaz de hablar, hasta el día en que se realizarán estas cosas". Este castigo de la mudez se muestra en los relieves de su arquivolta.

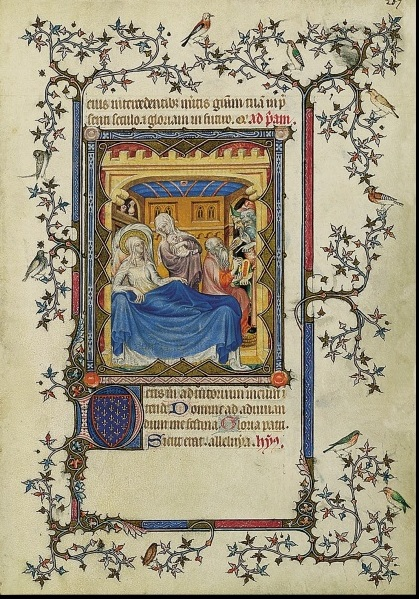
Nacimiento y nombramiento de San Juan Bautista, antes de 1388, Las pequeñas horas de Jean de Berry, folio 207r

Zacarías aparece en la tabla sentado en primer plano con pluma, tintero y pergamino. A su derecha, María le presenta el bebé. Al incluir a la Virgen, Rogier se aleja del relato evangélico, refiriéndose en cambio a la versión apócrifa popularizada por la Leyenda Dorada y las Meditaciones de la vida de Cristo, que ponen a María presentando al niño Juan. Erwin Panofsky sugiere que Rogier podría haber sido influido por el relieve de Andrea Pisano Nombramiento del Bautista en el Baptisterio de Florencia, la cual muestra una escena similar de María presentando el recién nacido a Zacarías, sentado con pluma y pergamino.

### Bautismo de Cristo
En la tabla central Juan puede ser identificado por su túnica roja. Esta tabla muestra la aparición de Dios como busto pintado en tonos rojos arriba en el cielo, del que emana una escritura latina curvada, por encima de la paloma. Los paneles son propios de la armonía y característica unidad de Rogier; especialmente en la manera en que las figuras se hacen eco unas de otras. Esto es más evidente en la figura de María- con una aureola sobre la cabeza añadida más tarde, este motivo no fue empleado por los primitivos flamencos- en el panel del nacimiento, que ocupa el mismo espacio y se parece a la Salomé del panel derecho.

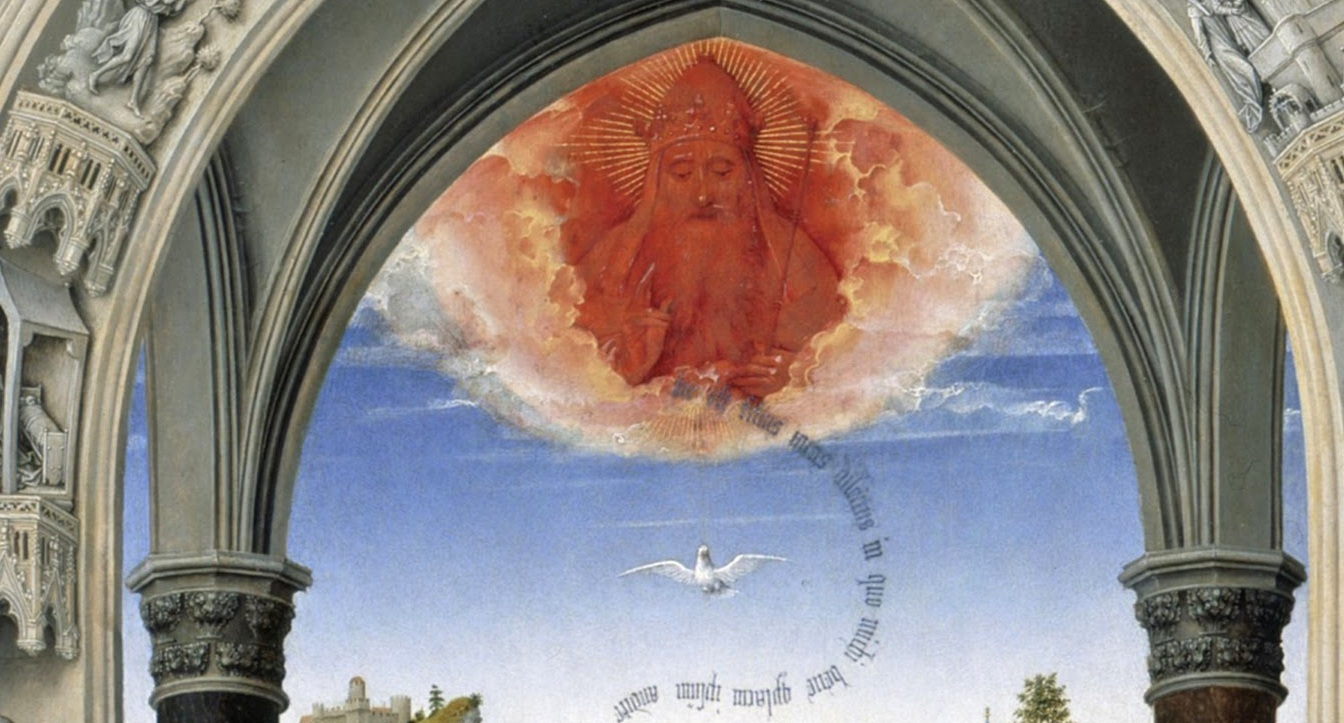
Detalle del panel central que muestra la cabeza de Dios.

Cristo está plenamente frontal al espectador, colocado en un arroyo cuya corriente le cubre apenas hasta las rodillas. A su derecha Juan le bendice, con su mano levantada sobre la cabeza de Cristo. Un ángel arrodillado a su izquierda sostiene la túnica de Jesús. Dios Padre es mostrado ascendiendo desde las nubes. Envía la paloma del Espíritu Santo para bendecir la ocasión. La paloma es acompañada por, en palabras de la historiadora del arte Barbara o Bárbara Lane, una "inscripción graciosamente curvada" tomada de Mateo 17:5, que dice "Este es mi Hijo amado en quien tengo complacencia; escuchadle." Tradicionalmente, el bautismo es donde Jesús es presentado por primera vez como hijo de Dios, su divinidad revelada al mundo, aquí simbolizada por la paloma y las palabras de Dios.

### Muerte de Juan

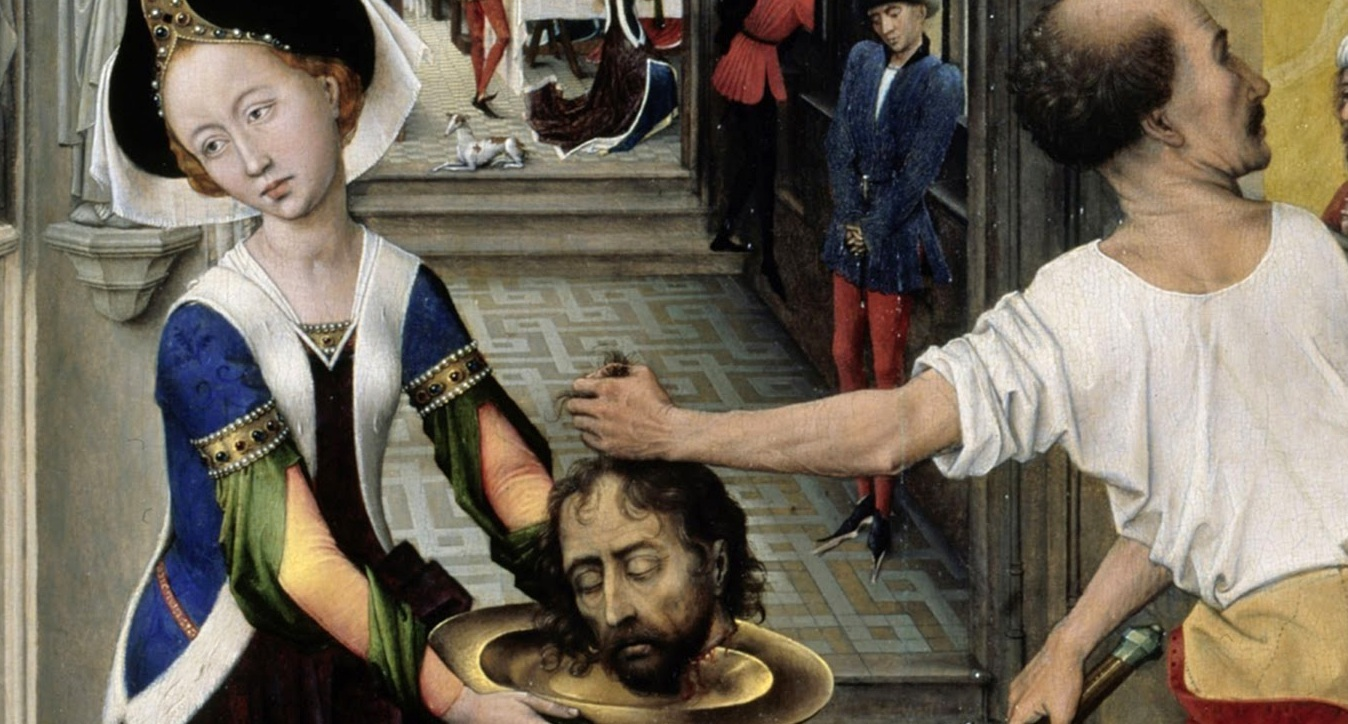
Detalle; Salome recibe la cabeza de Juan en una bandeja.

La tabla derecha es inusualmente dramática y también se desvía del relato del Evangelio. En lugar de en una prisión, la escena es mostrada en un interior palaciego. En la mayoría de las representaciones hasta entonces, Salomé sostiene la bandeja vacía; aquí la cabeza ha sido colocada en el recipiente. El cuerpo de Juan yace al pie de la escalera, expulsando sangre del cuello, mientras el verdugo, todavía sujetando la espada, entrega la cabeza a Salomé. Ella, según Lane, "evita su mirada", lo mismo que el verdugo, que gira la cabeza hacia la derecha. Al fondo, Salomé es mostrada presentando el despojo a su madre, la princesa Herodías, que aparece durante el Festín de Herodes.
Salomé está pintada según el ideal gótico de belleza femenina, delgada, de hombros estrechos. Luce un rostro idealizado, tocado con piedras preciosas, vestido azul con falsas mangas verdes, bajo un tabardo negro con ribetes blancos.

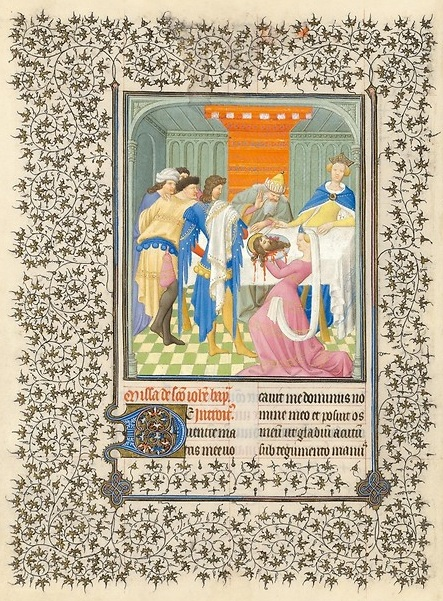
Hermanos Limbourg, Salome presenta la cabeza de Juan el Bautista en el banquete de Herodes, 1405–1408-09. Belles Heures de Juan de Francia, duque de Berry, fol. 212v

En la tabla, Rogier hace referencia a la Comunión, porque la cabeza de Juan "simboliza el cuerpo de Cristo que nos alimenta desde el santo altar". Lane escribe que "la bandeja de Salomé ...corresponde a la patena dorada sobre la que se coloca la hostia durante el sacrificio de la misa." La historiadora del arte Victoria Reed está de acuerdo con este análisis, notando que la cabeza de Juan se ha convertido en un símbolo eucarístico, y que "por recibirlo, Salomé toma parte de la comunidad cristiana." Observa que la bandeja se parece a una patena, mientras las mangas del vestido de la princesa "recuerdan a la tela litúrgica con la que se sostiene el sacramento."

## Procedencia
El trabajo fue encargado por Battista Agnelli, un mercader de Pisa, para la iglesia de Santiago, en Brujas. Es más pequeño que los otros retablos conservados de van der Weyden, y probablemente pensado como retablo lateral o un objeto devocional privado. Los marcos están montados juntos y no se pueden cerrar. Por tanto, no es un tríptico, sino un retablo diseñado para este propósito. Se cree que fue encargado por un donante español; hay pruebas convincentes de que es el mismo trabajo descrito en el monasterio cartujo de Santa María de las Cuevas, en Sevilla. José Martín Rincón, en 1744 escribió sobre un "oratorio portátil que" muestra el Bautismo de Cristo, flanqueado por escenas del nacimiento de Juan, y decapitación, aunque lo atribuye a Alberto Durero. En 1778 el historiador español Antonio Ponz mencionó el mismo retablo, notando que "cada una de las escenas está incluida dentro de dos pilastras y un arco".

## Atribución
Panofsky data el retablo después de 1450, basado en la semejanza del tablero izquierdo con el relieve de Andrea Pisano; Rogier pudo haberlo visto durante su visita a Italia ese año. El examen dendocronológico data la madera como lista para su uso como panel para pintura sobre 1454. La mayoría de historiadores del arte ven el retablo inextrincablemente relacionado con el Tríptico de Miraflores, asociándolo así a van der Weyden. Panofsky los describió como "casi indistinguibles" en estilo y calidad. Más tarde, Shirley Blum escribió que "los dos retablos son tan iguales formalmente como lo son en su carácter devocional ... Uno tendría que examinar más estrechamente la posibilidad de que originalmente vinieran del mismo lugar". Victoria Reed cree que las similitudes son tan pronunciadas que es altamente probable que los dos tuvieran la intención de colgar juntos en el monasterio de Miraflores.

## Galería

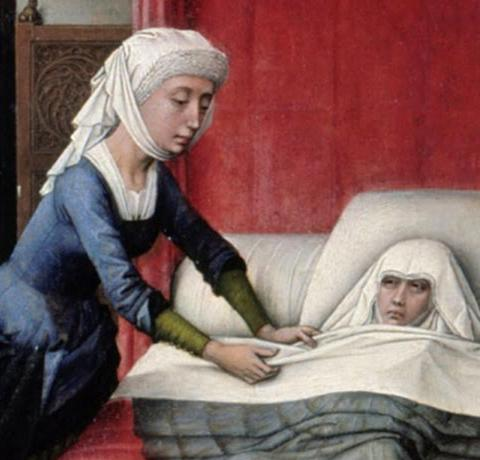
Partera atendiendo a Isabel, madre de Juan, detalle del panel derecho.
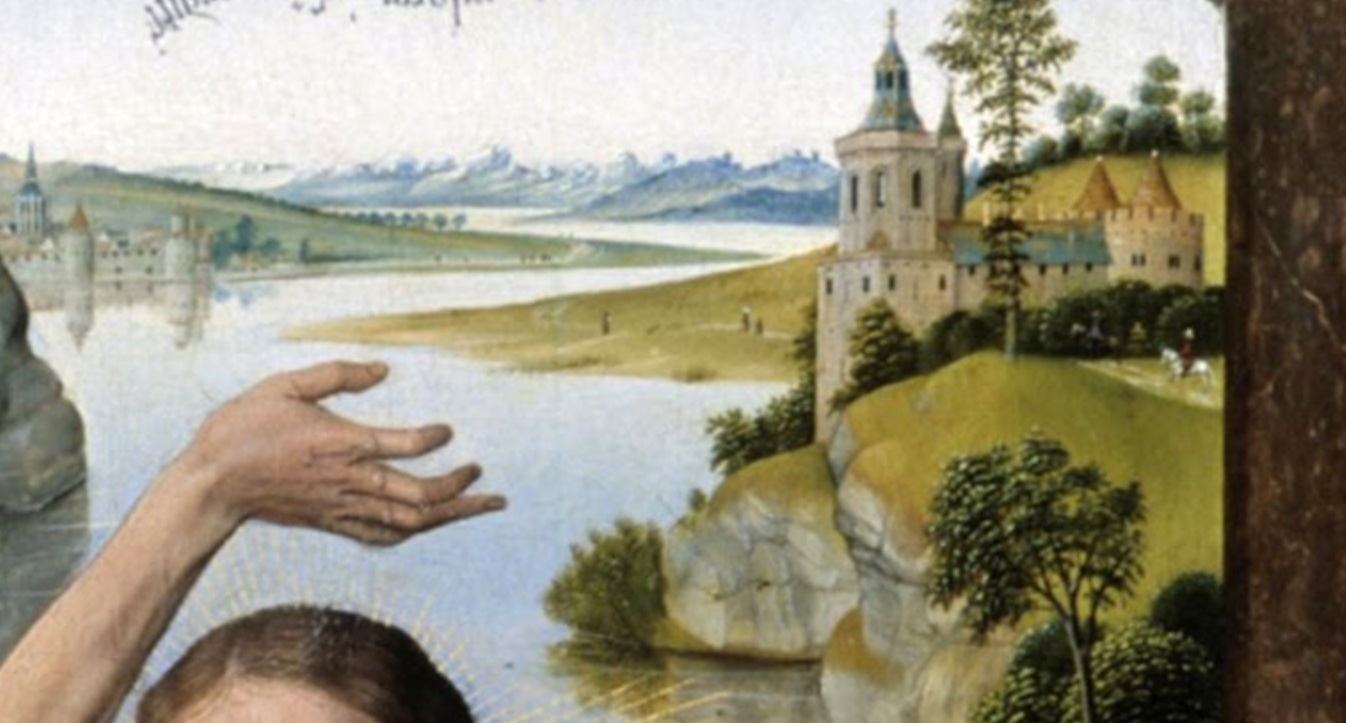
Detalle del paisaje detrás de Jesús.
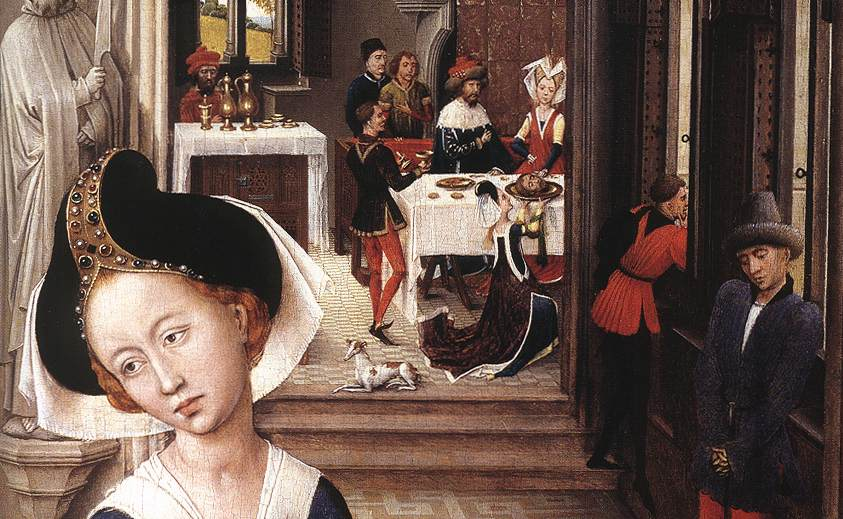
Detalle de las figuras detrás de Salomé.